# Bara
 Ovo je glavno značenje pojma Bara. Za naselje u BiH pogledajte Bara (Bosanski Petrovac, BiH).
Bare su prirodna ili umjetna udubljenja nepravilnog oblika, odnosno plitke vodene mase gdje žive razne životinje i biljke u zonama niskih i visokih biljaka, kao i u zonama plitke i duboke vode. 

Bare se od močvara razlikuju zbog toga što svjetlost sunca u pravilu dopire do dna.

## Prostorni raspored biljaka u bari
- biljke koje žive u dvije životne sredine (trska, sita, rogoz...)
- biljke s plivajućim listovima (lokvanj, lopoč, vodeni orasal.)
- biljke koje su potopljene u vodi (hara, mrijesnik, stolisnik.)

## Životne forme životinja u bari
- perifiton (životinje na biljkama, u simbiozi)
- plankton (lebdeća forma)
- nekton (plivajuća forma)
- bentos (organizmi dna)

## Galerija
- Datoteka:Hutovo_Blato.jpg
- Datoteka:Hutovo_Blato_._28._03._2010_-_panoramio.jpg